# Pierre Lumbi
Pierre Lumbi Okongo, né le 11 mars 1950 à Costermansville (Congo belge) et mort le 14 juin 2020 à Kinshasa, est un homme politique congolais. 
Au cours de ses études supérieures à Lyon (France), il milite dans le mouvement tiers-mondiste pour une meilleure répartition des richesses et pour la souveraineté des peuples. 
À partir de 1978, il décide d'organiser les paysans de son pays (alors dénommé Zaïre), initiant « Solidarité paysanne », la toute première organisation non gouvernementale (ONG) laïque de la république démocratique du Congo (RDC),. Pendant 10 ans (1980-1990), il coordonne plusieurs actions de Solidarité paysanne pour le développement social et économique des communautés paysannes.

## Enfance et études
Originaire du Maniema, Pierre Lumbi Okongo est né en 1950 à Bukavu, Congo belge, dans l'actuelle république démocratique du Congo, dans une famille modeste. Vers 1954, sa famille sera expulsée au Burundi en raison de l'implication de son père dans le Mouvement national congolais-Lumumba et dans le mouvement politico-religieux Kitawala pour lutter contre le régime colonialiste belge. Il fait donc ses études primaires à l’École Primaire des Frères de la Charité Buyenzi au Burundi (1956-1963) puis le cycle secondaire au Collège Saint Paul à Bukavu (RD Congo) où il obtient son diplôme d’État en biochimie (1963-1971), avant de décider de retourner à Bujumbura où il s'inscrit à l'Université Officielle du Burundi (UOB) faculté de médecine mais, au bout des 2 premières années de candidature, et à la suite des événements tragiques qui endeuillent le Burundi en 1972, il obtient une bourse et quitte le Burundi pour la France où il poursuivra ses études supérieures dans la ville de Lyon, où il obtient une licence en psychologie clinique.

## Engagement social et citoyen
En 1978, Pierre Lumbi Okongo décide de rentrer  dans son pays (république démocratique du Congo) et va opter pour la réorganisation des paysans en milieux ruraux en créant, dans la ville d'Uvira, "Solidarité paysanne" en 1980, la toute première Organisation non gouvernementale laïque de la RD Congo. Pendant 10 ans, il va coordonner plusieurs actions de "Solidarité Paysanne", notamment dans le plaidoyer et le développement social et économique des communautés paysannes. D’abord dans la plaine de la Ruzizi (en territoire d’Uvira), puis dans l’ancienne province du Kivu et les trois nouvelles provinces après le démembrement du Kivu, avant d'attaquer tout le pays. Dans les actifs de "Solidarité Paysanne" on compte notamment :
- La création des coopératives paysannes des agriculteurs (Mkulima), des éleveurs (Butuzi) et des pêcheurs (COJEPU, Virugwe) dans la plaine de la Rusizi (à Uvira);
- La mise en place de la Coopérative des planteurs de canne à sucre (COPASUKI);
- La mise en place des réseaux de coopératives (FERCOOP et INTERCOOP)[8] et des groupements des femmes paysannes (UWAKI)[6],[9] au Sud-Kivu, au Nord-Kivu et au Maniema[6];
- L'alphabétisation des femmes paysannes (Projet Alpha), la fourniture d’eau potable (PEP)[10], l’amélioration de l’habitat rural et la protection de l’environnement (Projet reboisement) dans la Plaine de la Rusizi;
- La mise en place du CEP Katobwe qui a encadré les projets de traction bovine, de culture attelée, d’amélioration des rendements des paysans agriculteurs, éleveurs, aviculteurs, pisciculteurs, riziculteurs et arboriculteurs fruitiers;
- La mise en place, à Bukavu, d’un centre de formation (CF Bagira), un bureau d’assistance juridique gratuite des paysans (BAJ) et une action d’assistance et formation des filles mères (Maison de la femme);
- A Kinshasa, Solidarité Paysanne a créé une chambre des métiers pour promouvoir et encadrer les artisans des communes de Ndjili et Kimbanseke, ainsi que la création d’un syndicat national paysan (ASP)[11],[12], ainsi qu’un programme national d’échange et formation des paysans (PIEF).

Au cours de son engagement social, Pierre Lumbi Okongo a participé aux débats internationaux sur la problématique de l’exploitation du Tiers-monde, parmi lesquels la « Campagne : mieux se nourrir, vaincre la fin » dans les années 80.

## Engagement politique
Son entrée en politique date d'avril 1990, lorsque le Président Mobutu décide de libéraliser l’exercice de la politique. C'est sous l'initiation de Pierre Lumbi Okongo, à travers son organisation "Solidarité Paysanne", que les organisations sociales du pays vont s'organiser en une société civile  nationale en vue de participer et de peser dans le débat en cours sur la démocratie, les droits de l’homme et la bonne gouvernance. Lancé à partir d’avril 1991 au Centre Bondeko de Limete (à Kinshasa), le Mouvement de la Société Civile s’est alors engagé dans la lutte pour l’organisation d’une conférence nationale souveraine (CNS). Lorsque ce combat est parvenu à obtenir la participation en plus grand nombre des délégués des organisations sociales que ceux des partis politiques, des institutions du gouvernement et des invités, Pierre Lumbi Okongo sera le seul chef de délégation de la société civile à la CNS (ouverte en août 1991), d’une province (le Sud-Kivu) dont il n’est pas originaire mais très partisan.
La dynamique de la société civile coalisée avec les partis politiques d’opposition regroupés dans l’Union sacrée de l’opposition radicale (USOR) a dominé dans la CNS, au point où ses travaux ont été suspendus par le pouvoir de Mobutu. Pour que ce forum symbole de la lutte contre la dictature pour la démocratie reprenne ses travaux, Pierre Lumbi Okongo va initier le "Comité Laïc de coordination", un regroupement des laïcs chrétiens, qui a organisé la Marche d’espoir le 16 février 1992. Cette marche, violemment réprimée par l’armée du régime Mobutu, a été la manifestation populaire pacifique jamais organisée à Kinshasa et dans d’autres provinces du pays.
Pierre Lumbi Okongo participera désormais dans toutes les négociations entre le régime Mobutu et l'opposition, pour le compte du leadership associatif notamment, les négociations politiques de Palais de Marbre 1 et 2 (1992), Palais de Marbre 2 (1992) et du Palais du Peuple. À l'issue de ces négociations, Pierre Lumbi Okongo est nommé :
- Ministre de la Santé, de la Famille et des Affaires sociales du gouvernement Etienne Tshisekedi, en octobre 1991[15];
- Ministre de la Santé du gouvernement Jean Ngunz Karl I Bond, en novembre 1991 (il s’est désisté);
- Ministre des Relations extérieures du gouvernement Étienne Tshisekedi issu de la CNS, en août 1992[16];
- Ministre des Postes et télécommunications du gouvernement Kengo Wa Dondo, en juillet 1994[15];

Au cours de son parcours politique, Pierre Lumbi Okongo fut emprisonné à trois reprises : à Bukavu en 1990 par le pouvoir de Mobutu, deux fois à Kinshasa, en 1993 par le gouvernement Birindwa et en 1997 par le l’AFDL.
Après la chute de Mobutu, il disparaît de la scène politique lorsque Laurent-Désiré Kabila prend le pouvoir. Puis  reviendra avec l’avènement de Joseph Kabila à la présidence de la RD Congo. Pierre Lumbi Okongo est ainsi nommé directeur général d’études et des stratégies à la Présidence, puis participera au Dialogue inter congolais en Afrique du Sud en 2002-2003. Après l’accord de cessez-le-feu, il a lancé le Mouvement Social des leaders de la société civile pour leur engagement en politique qui deviendra, en novembre 2005, un parti politique, sous l'appellation Mouvement Social pour le Renouveau (MSR). Pendant ce temps, il exerce les fonctions de directeur de cabinet et assistant du conseiller spécial du Chef de l’Etat en matière de sécurité, Samba Kaputo.
Lors des élections législatives de 2006, son parti (le MSR) devient la deuxième force politique de la Majorité au parlement. Pierre Lumbi Okongo exercera par la suite  successivement, entre 2006 et 2015, les fonctions de Ministre d’État chargé des infrastructures, travaux publics et reconstruction (2007-2010) et de conseiller spécial du Chef de l’État en matière de sécurité (2010-2015).
Défavorable à la possibilité du régime Joseph Kabila de briguer un troisième mandat, il démissionne du poste de conseiller spécial du Chef de l’État en matière de sécurité, une première dans l'histoire du pays, déclenchant ainsi des événements qui  éclate la Majorité Présidentielle qui dirigeait le pays. Après la rupture avec la Majorité Présidentielle en septembre 2015, le MSR passe à l’opposition. En mars 2016, le MSR s'est coalisé avec 6 autres partis pour créer le G7. En juin de la même année, le G7 fait partie des initiateurs du Rassemblement des forces politiques et sociales acquise au changement (Rassemblement) et Pierre Lumbi Okongo en devient le président du comité des sages (après le décès d'Etienne Tshisekedi). En mars 2019, Pierre Lumbi Okongo est élu sénateur du Sud-Kivu à l'issue des élections législatives. en décembre 2019, le MSR s'associe à 5 autres partis pour créer "Ensemble pour la République" et dont le secrétariat général lui est confié. Il assumera cette responsabilité ainsi que celle de sénateur du Sud-Kivu jusqu'à sa mort. 
Parmi ses dernières propositions en tant que secrétaire général d'Ensemble pour la République, Pierre Lumbi Okongo a interpelé les citoyens congolais à s'unir et à lutter ensemble contre le Covid-19, la classe politique à éviter la controverse et à travailler plutôt ensemble pour lutter contre la pandémie, et le gouvernement à être totalement transparent sur les mesures concrètes mises en place à Kinshasa et dans les provinces pour assurer la mise en œuvre des mesures visant à atténuer les impacts socio-économiques du Covid-19 . En outre, les derniers efforts de Pierre Lumbi Okongo en tant que sénateur du Sud-Kivu se sont concentrés sur les inondations qui ont frappé la ville d'Uvira en avril 2020. Il a donc lancé une collecte de fonds pour porter assistance aux populations sinistrées. Il a également élaboré, un discours exhortant le gouvernement à déclarer la ville d'Uvira en zone sinistrée, afin d'apporter une assistance immédiate, à moyen et à long terme aux populations affectées.

## Décès
Pierre Lumbi Okongo est décédé des suites de la Covid-19 le 14 juin 2020 à Kinshasa.